# Jüdische Gemeinde Bergheim
Die Jüdische Gemeinde Bergheim in Bergheim im nordhessischen Landkreis Waldeck-Frankenberg bestand vom 18. Jahrhundert bis nach dem Ersten Weltkrieg.

## Gemeindeentwicklung
Die Gemeinde entstand in der ersten Hälfte des 19. Jahrhunderts und setzte sich aus jüdischen Familien der Orte Affoldern, Bergheim, Kleinern, Mehlen und Wellen zusammen. Zum Mittelpunkt wurde Bergheim gewählt, wo sich auch die gemeinsamen Einrichtungen befanden. Es handelte sich um eine sehr kleine Gemeinde (nach bisherigen Erkenntnissen etwa zehn Familien). Daher gab es bereits in der zweiten Hälfte des Jahrhunderts Überlegungen, diese aufzulösen und die Familien den jüdischen Gemeinden in Sachsenhausen, Wildungen oder Züschen zuzuteilen. Nach einer Befragung im Jahr 1876 entschieden sich die betroffenen Familien aber für Bergheim.
An Einrichtungen bestanden eine Synagoge und eine Religionsschule, die sich in der Synagoge befand. Es wird angenommen, dass es auch ein rituelles Bad (Mikwe) gab, allerdings nicht in der Synagoge. Die Gemeinde besaß einen eigenen Friedhof. 

## Synagoge
Die Synagoge wurde in der ersten Hälfte des 19. Jahrhunderts in einem um 1730 erbauten zweistöckigen Fachwerkhaus in der heutigen Kirchstraße 4 eingerichtet. Der Betraum und der Raum für den Religionsunterricht lagen im oberen Stockwerk. Zudem waren dort zwei Kammern für Wohnzwecke eingerichtet. Eine Mikwe gab es in der Synagoge nicht. Im Erdgeschoss betrieb zuletzt die jüdische Familie Joseph einen Laden. Die letzten Gottesdienste fanden wegen der immer weiter zurückgehenden Anzahl an Gemeindemitgliedern um 1920 statt.

## Friedhof
Ebenfalls im 19. Jahrhundert wurde der jüdische Friedhof in Bergheim für die jüdischen Einwohner der oben genannten Orte angelegt. Die Friedhofsfläche beträgt 10,06 ar. Heute sind noch 19 Grabsteine (Mazewot) erhalten. Der Friedhof dürfte aber mindestens 24 bis 27 Gräber umfasst haben. Die heute noch lesbaren Inschriften stammen aus der Zeit zwischen 1810 und 1930. Die letzte Beisetzung fand 1930 statt. Der Friedhof befindet sich in der Straße „Am Weinberg“.

## Ende der Gemeinde
1925 wurde das Synagogengebäude verkauft; es dient seitdem zu Wohnzwecken. 1932/33 lebte noch eine jüdische Familie in Bergheim. Im Holocaust, wurden vierzehn Juden die in den obigen Gemeinden geboren sind oder dort lebten, ermordet.